# ジョン・ヘンリー・ヒルドリング

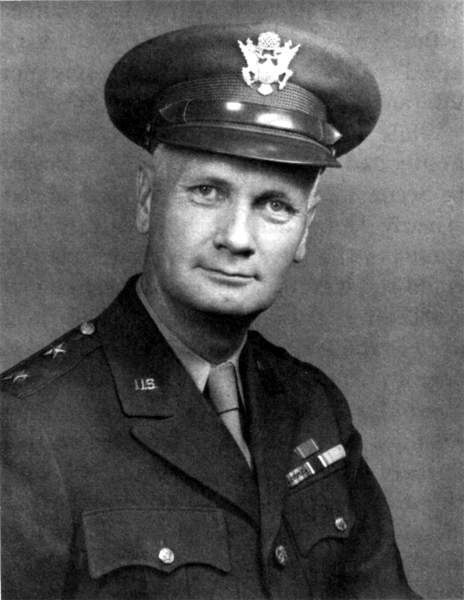
ジョン・ヘンリー・ヒルドリング

ジョン・ヘンリー・ヒルドリング（John Henry Hilldring, 1895年 - 1974年）は、第二次世界大戦期のアメリカ合衆国の軍人。1946年から1947年まで国務次官補（占領地域担当）。

## 生涯
1985年にニューヨーク州ニューロシェルにて、スウェーデン系の家系に誕生。コロンビア大学とコネチカット大学で学び、1918年に卒業。第一次世界大戦期はアメリカ陸軍に中尉として従軍。フランスでの活躍により、殊勲十字章を受章。
その後、陸軍にて職業軍人士官に採用され、フィリピンに駐留。1936年、陸軍参謀に就任。アメリカが第二次世界大戦に参戦すると、1942年に陸軍参謀次長に就任。1942年末に少将となり、第84師団司令官に就任。1943年、陸軍省民政部長官に就任し、ポツダム会議にアメリカ代表として出席。1946年に陸軍を引退。
1946年4月12日、大統領から国務次官補（占領地域担当）に指名。1946年4月17日に就任宣誓し、1947年8月31日まで在任。
1950年、スイスに本籍を持つ化学会社ジェネラル・アニリンで対外事業部長に就任。1954年に副社長に昇任、1955年に社長に就任。

## 著作物
- "What is Our Purpose in Germany?", The ANNALS of the American Academy of Political and Social Science (January 1948)
- "The Common Market", The International Executive (Summer 1960)